# Lennart Sölvell
Erik Lennart Sölvell, född Svensson den 14 september 1926 i Hjärsås församling i Kristianstads län, död den 23 januari 2024 i Kungsbacka distrikt, var en svensk läkare och medicinsk författare med en avslutad karriär inom läkemedelsföretaget Astra Zeneca (dåvarande Astra Hässle).
Lennart Sölvell var son till disponenten på Vårgårda bruk, affärsmannen Patrik Sölvell. Sölvell studerade medicin i Uppsala och doktorerade i medicin 1960 i Göteborg, där han senare blev överläkare och chefsläkare för Mölndals sjukhus. Hans kanske främsta merit är att han var en av de som lanserade magsårsmedicinen Losec i världen genom sitt arbete som globalt ansvarig för de kliniska prövningarna.
Sölvell är far till professor Örjan Sölvell och Stefan Sölvell. Efternamnet härstammar från Sölvesborg där Patrik Sölvells fru Ester växte upp och där de båda träffades på 1920-talet. Efternamnet bärs i dag endast av tio personer.